# Municipio de Jackson (condado de Montgomery)
El municipio de Jackson (en inglés: Jackson Township) es un municipio ubicado en el condado de Montgomery en el estado estadounidense de Ohio. En el año 2010 tenía una población de 6335 habitantes y una densidad poblacional de 66,19 personas por km².

## Geografía
El municipio de Jackson se encuentra ubicado en las coordenadas 39°42′24″N 84°24′59″O / 39.70667, -84.41639. Según la Oficina del Censo de los Estados Unidos, el municipio tiene una superficie total de 95.71 km², de la cual 95,29 km² corresponden a tierra firme y (0,44 %) 0,42 km² es agua.

## Demografía
Según el censo de 2010, había 6335 personas residiendo en el municipio de Jackson. La densidad de población era de 66,19 hab./km². De los 6335 habitantes, el municipio de Jackson estaba compuesto por el 97,11 % blancos, el 0,85 % eran afroamericanos, el 0,14 % eran amerindios, el 0,27 % eran asiáticos, el 0,11 % eran de otras razas y el 1,52 % eran de una mezcla de razas. Del total de la población el 0,69 % eran hispanos o latinos de cualquier raza.